# Кристијан Гарин
Кристијан Игнасио Гарин Медоне (шп. Cristian Garín; 30. мај 1996, Сантијаго, Чиле) је чилеански тенисер. Најбољи пласман на АТП листи у појединачној конкуренцији остварио је 13. септембра 2021. када је заузимао 17. место.
Освојио је пет АТП титула у синглу, од којих последњу у Сантијагу 2021. Тако је постао први Чилеанац који тријумфује на домаћем терену још од Фернанда Гонзалеза који је то учинио 2009. у Виња дел Мару.
Спасио је пет меч лопти у другом колу против Шардија на путу до титуле у Хјустону 2019, као и две меч лопте у четвртфиналу против Зверева на путу до титуле у Минхену исте године.
Прву победу на АТП туру забележио је у Виња дел Мару 2013. против Душана Лајовића, као 16-годишњак када је добио специјалну позивницу. На другу победу је чекао више од шест година, када је победио Оже-Алијасима на турниру у Буенос Ајресу 2019.
На путу до титуле на јуниорском Ролан Гаросу 2013. победио је Борну Ћорића и Александра Зверева. Такође, са сународником Ђаријем играо је и финале у конкуренцији парова на истом турниру.

## АТП финала

### Појединачно: 6 (5:1)
| Легенда                        |
| ------------------------------ |
| Гренд слем турнири (0:0)       |
| Завршно првенство сезоне (0:0) |
| АТП мастерс 1000 (0:0)         |
| АТП 500 (1:0)                  |
| АТП 250 (4:1)                  |

| Финала по подлози |
| ----------------- |
| Тврда (0:0)       |
| Шљака (5:1)       |
| Трава (0:0)       |

| Финала по локацији |
| ------------------ |
| Отворено (5:0)     |
| Дворана (0:1)      |

| Исход     | Бр. | Датум             | Турнир             | Подлога   | Противник       | Резултат           |
| --------- | --- | ----------------- | ------------------ | --------- | --------------- | ------------------ |
| Финалиста | 1.  | 3. март 2019.     | Сао Пауло, Бразил  | Шљака (д) | Гидо Пеља       | 5:7, 3:6           |
| Победник  | 1.  | 14. април 2019.   | Хјустон, САД       | Шљака     | Каспер Руд      | 7:6(7:4), 4:6, 6:3 |
| Победник  | 2.  | 5. мај 2019.      | Минхен, Немачка    | Шљака     | Матео Беретини  | 6:1, 3:6, 7:6(7:1) |
| Победник  | 3.  | 9. фебруар 2020.  | Кордоба, Аргентина | Шљака     | Дијего Шварцман | 2:6, 6:4, 6:0      |
| Победник  | 4.  | 23. фебруар 2020. | Рио, Бразил        | Шљака     | Ђанлука Магер   | 7:6(7:3), 7:5      |
| Победник  | 5.  | 14. март 2021.    | Сантијаго, Чиле    | Шљака     | Факундо Багнис  | 6:4, 6:7(3:7), 7:5 |

## Финала јуниорских Гренд слем турнира

### Појединачно: 1 (1:0)
| Исход    | Датум        | Турнир      | Подлога | Противник         | Резултат | Извор         |
| -------- | ------------ | ----------- | ------- | ----------------- | -------- | ------------- |
| Победник | 8. јун 2013. | Ролан Гарос | Шљака   | Александар Зверев | 6:4, 6:1 | [ 16 ] [ 17 ] |

### Парови: 1 (0:1)
| Исход     | Датум        | Турнир      | Подлога | Партнер      | Противници                          | Резултат | Извор  |
| --------- | ------------ | ----------- | ------- | ------------ | ----------------------------------- | -------- | ------ |
| Финалиста | 8. јун 2013. | Ролан Гарос | Шљака   | Николас Ђари | Кајл Едмунд Фредерико Фереира Силва | 3:6, 3:6 | [ 18 ] |